# Switzerland County
Switzerland County är ett county i delstaten Indiana, USA, med 10 613 invånare. Den administrativa huvudorten (county seat) är Vevay.

## Geografi
Enligt United States Census Bureau har countyt en total area på 579 km². 573 km² av den arean är land och 6 km² är vatten.

### Angränsande countyn
- Ohio County - norr
- Gallatin County, Kentucky - öst
- Carroll County, Kentucky - söder
- Jefferson County - väst
- Ripley County - nordväst